# セント (通貨)

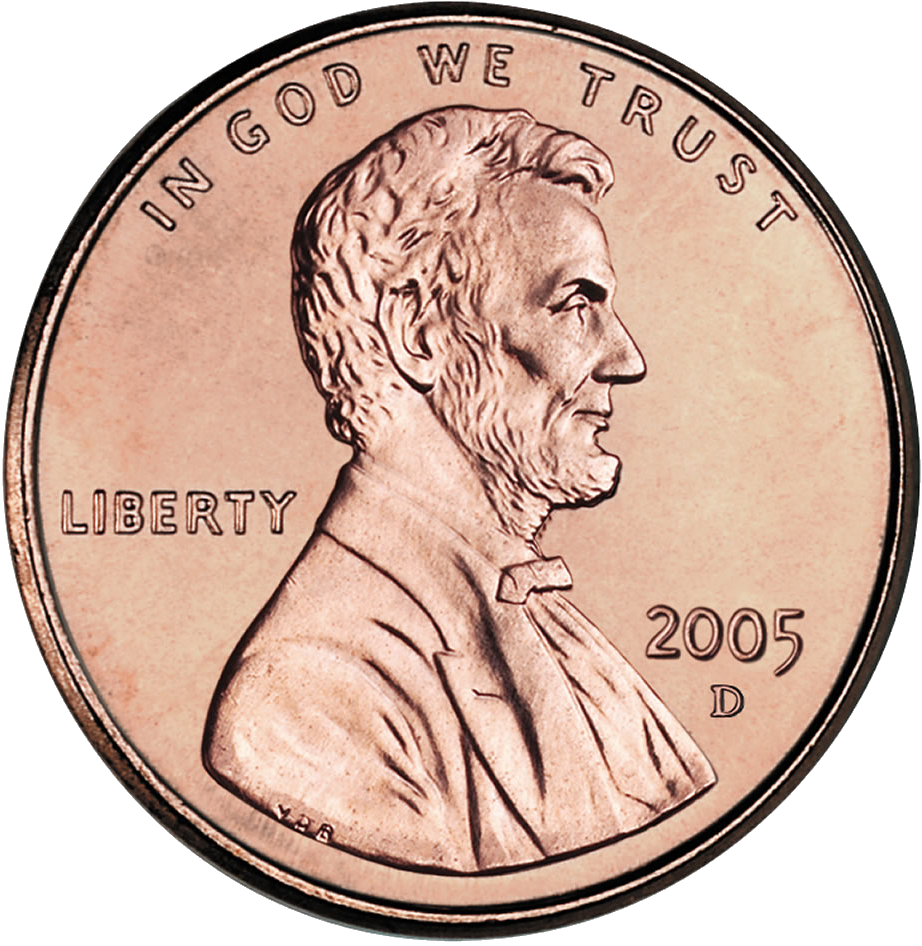
1アメリカ合衆国セント硬貨

セント (cent) は、アメリカ合衆国、ユーロ圏など多くの国で使われている補助通貨。
ラテン語で「100」を意味する centum（）が語源で、基本通貨の名称は異なっていてもどの国でも基本通貨の100分の1である。

## 記号
通貨記号は¢、またはc。基本的にどちらも使えるが、どちらが多いかは国によって違い、たとえばアメリカ合衆国やカナダでは¢、ユーロ圏やオーストラリアやニュージーランドではcが多い。なお、¢はセント以外にセンターボなどでも使う。
基本通貨の通貨記号を「$10」のように数字の前に書くか後に書くかは国によって違うが、¢やcは原則として「10¢」のように数字の後に書く。
¢やcを使わず、「$0.10」のように基本通貨と2桁の小数で表すこともある。特にユーロ圏では「€0.10」のようにすることが多い。€と¢ともに形状がCに似ているため、セントを記号で表記するとかえって判読しにくくなる為。

### セント記号に似た記号
- ₡ - 線が2本あるのはコロン（コスタリカ・コロン、サルバドール・コロン〈廃止〉）の記号。
- ₵ - 線がまっすぐなのはセディ（ガーナ）の記号。

## ユーロ
1ユーロの1/100を表す補助単位としてのセントを別の通貨の補助単位としてのセントと区別するときにはユーロセントと呼び、ユーロセントの硬貨にも「EURO CENT」と表記されているが、その名称は言語によって異なる。多くの言語ではcentとつづられるが、その読みは言語によって異なり、ドイツ語ではツェントのように発音する。また、ギリシア語ではλεπτό（）、フィンランド語ではsentti（）になる。
フランスではcent（）が「100」を意味する日常用語で紛らわしいため、centではなく従来のcentime（）を使うと公式に決められている。ただし、EUの公式文書内ではcentを使用することが推奨される。同様にスペインでもcentではなくcéntimo（）が、イタリアではcentesimo（）が使用される。

## 各国のセント
エストニアセント以外はつづりはcent。
- 1/100ドル
  - アメリカ合衆国 - 1/100アメリカ・ドル
  - エチオピア（〜1976年） - 1/100エチオピア・ドル
  - オーストラリア - 1/100オーストラリア・ドル
  - カナダ - 1/100カナダ・ドル
  - ギニア（〜1955年） - 1/100ギニア・ドル
  - ケイマン諸島 - 1/100ケイマン諸島・ドル
  - ジャマイカ - 1/100ジャマイカ・ドル
  - シンガポール - 1/100シンガポール・ドル
  - ジンバブエ - 1/100ジンバブエ・ドル
  - スリナム - 1/100スリナム・ドル
  - 台湾 - 1/100ニュー台湾ドル（中国語では1分 = 1/100新台幣）
  - トリニダード・トバゴ - 1/100トリニダード・トバゴ・ドル
  - ナミビア - 1/100ナミビア・ドル
  - ニュージーランド - 1/100ニュージーランド・ドル
  - バハマ - 1/100バハマ・ドル
  - バミューダ - 1/100バミューダ・ドル
  - バルバドス - 1/100バルバドス・ドル
  - 東カリブ諸国 - 1/100東カリブ・ドル
  - フィジー - 1/100フィジー・ドル
  - ブルネイ - 1/100ブルネイ・ドル
  - ベリーズ - 1/100ベリーズ・ドル
  - 香港 - 1/100香港ドル（中国語では1仙 = 1/100港元）
  - リベリア - 1/100リベリア・ドル
  - ローデシア（廃止） - 1/100ローデシア・ドル
- 1/100シリング （ただし旧1イギリスシリング = 12ペンス）
  - ウガンダ - 1/100ウガンダ・シリング（ただしウガンダ・シリングの補助単位としてのセントの呼称は公式には2013年廃止）
  - ケニア - 1/100ケニア・シリング
  - ソマリア - 1/100ソマリア・シリング
  - タンザニア - 1/100タンザニア・シリング
- 1/100ルピー （ただし1/100インド・ルピー = 1パイサ）
  - スリランカ - 1/100スリランカ・ルピー
  - セーシェル - 1/100セーシェル・ルピー
  - モーリシャス - 1/100モーリシャス・ルピー
- 1/100ギルダー（フロリン）
  - アルバ - 1/100アルバ・フロリン
  - オランダ（〜2002年） - 1/100オランダ・ギルダー
  - オランダ領アンティル（〜2010年） - 1/100オランダ領アンティル・ギルダー
- その他
  - エストニア - 1/100クルーン（つづりはsent）
  - エリトリア - 1/100ナクファ
  - 欧州連合（一部除く） - 1/100ユーロ
  - シエラレオネ - 1/100レオネ
  - エスワティニ - 1/100リランゲニ
  - 南アフリカ共和国 - 1/100ランド

## 類似の補助通貨
似た名称で基本通貨の1/100の補助通貨を挙げる。
多くはセントと同じくラテン語のcentumもしくは同じ語源の100を意味する言葉か、あるいは直接にはセントに由来する。
- サンチーム (centime) - CFAフラン圏など旧フランス領アフリカ諸国の多く、フランス（〜2002年）など。
  - フランス語では cent が数詞の「百」を意味するため、通貨であることを区別するために使われる。
- コペイカ (kopiejka) - ロシア
- ペニヒ（pfennig）- ドイツ国、及びユーロ導入までの東西ドイツ
- 銭 - 日本（〜1953年）。
  - 但し、為替や日経平均株価の表示には現在も使われている。
- セン (sen) - インドネシア、カンボジア、ブルネイ、マレーシア。
- センギ (sengi) - コンゴ共和国（廃止）
- センターボ (centavo) - 中南米の多くの国。
- センチム (centim) - アンドラ。
- センテ (sente) - 南アフリカ共和国。
- センティ (senti) - ソマリア、タンザニア。
- センティモ (centimo) - コスタリカ、スペイン（〜2002年）、パラグアイなど。
- センティモ (sentimo) - フィリピン。
- センテシモ (centesimo, centecimo) - イタリア（〜2002年）、ウルグアイ、ソマリア、チリ、パナマなど。
- ツェンタス (centas) - リトアニア

## 符号位置
| 記号 | Unicode | JIS X 0213 | 文字参照             | 名称                |
| ---- | ------- | ---------- | -------------------- | ------------------- |
| ¢    | U+00A2  | 1-1-81     | &cent; &#xA2; &#162; | CENT SIGN           |
| ￠   | U+FFE0  | -          | &#xFFE0; &#65504;    | FULLWIDTH CENT SIGN |
| ㌣   | U+3323  | 1-13-44    | &#x3323; &#13091;    | 組文字・セント      |